# Пояна (Лівезь, Бакеу)
Пояна (рум. Poiana) — село у повіті Бакеу в Румунії. Входить до складу комуни Лівезь.
Село розташоване на відстані 221 км на північ від Бухареста, 26 км на південний захід від Бакеу, 109 км на південний захід від Ясс, 147 км на північний захід від Галаца, 117 км на північний схід від Брашова.

## Населення
За даними перепису населення 2002 року у селі проживали 903 особи, усі — румуни. Усі жителі села рідною мовою назвали румунську.